# Anne-Sophie Lapix

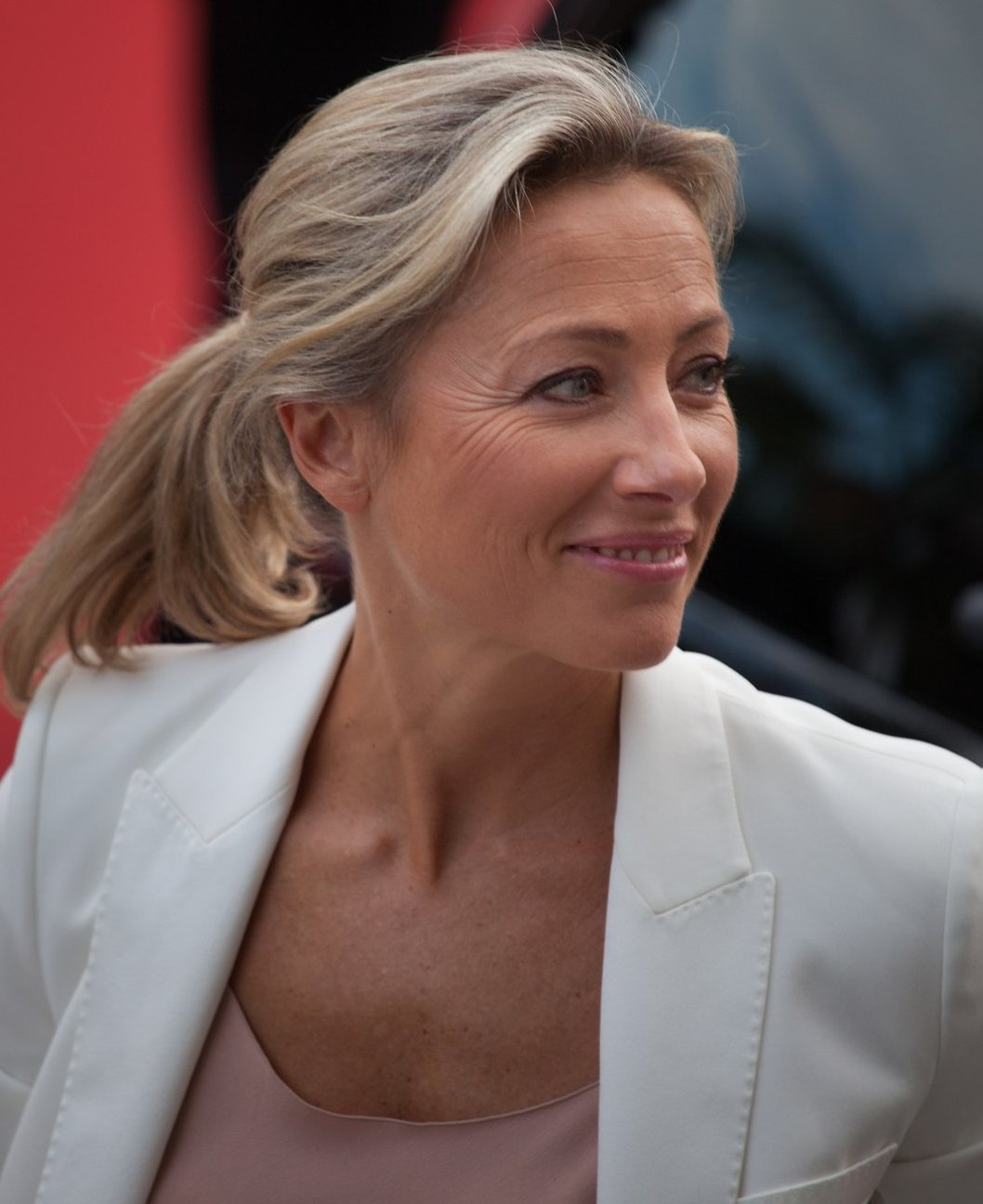
Anne-Sophie Lapix (2018)

Anne-Sophie Lapix (* 29. April 1972 in Saint-Jean-de-Luz, Département Pyrénées-Atlantiques) ist eine französische Fernsehjournalistin und -moderatorin. Sie präsentierte von 2017 bis Juni 2025 die Hauptnachrichtensendung um 20 Uhr im Programm France 2 der öffentlich-rechtlichen französischen Fernsehanstalt France Télévisions.

## Leben

### Frühe Jahre
Anne-Sophie Lapix wurde am 29. April 1972 in Saint-Jean-de-Luz an der Atlantikküste als Tochter einer Psychologin und eines Bauunternehmers geboren. Ihre Eltern trennten sich, als sie neun Jahre alt war. Nach dem Baccalauréat studierte sie, ebenso wie ihre ein Jahr ältere Schwester, in Bordeaux. Nach dem Abschluss am Institut d’études politiques de Bordeaux wechselte sie an die staatliche Journalismusschule, das Centre de formation des journalistes in Paris.

### Karriere beim Fernsehen
Im Oktober 1996 trat Lapix eine Stelle bei Bloomberg TV an. Dort blieb sie bis 1999, als sie die Präsentation der Kurznachrichten auf dem privaten Nachrichtensender La Chaîne Info (LCI) der TF1-Gruppe übernahm. 2005 ging sie zum TF1-Konkurrenten M6; dort wurde sie Chefredakteurin der Reportagesendung Zone interdite, die sie eine Saison lang moderierte. Zudem präsentierte sie die Mittagsnachrichten auf M6.
Im Jahr 2006 kehrte sie zur TF1-Gruppe zurück und präsentierte – im Programm TF1 selbst – mit Harry Roselmack die Sendung Sept à huit und wurde Vertretungsmoderatorin für Claire Chazal, die die Hauptnachrichtensendung von TF1 präsentierte. 2008 verließ sie TF1 zugunsten des Bezahlsenders Canal+. Dort trat sie die Nachfolge von Laurence Ferrari an der Spitze der sonntäglichen Politiksendung Dimanche+ an. In dieser Position war sie fünf Jahre tätig. 
Im September 2013 wechselte Lapix zum öffentlich-rechtlichen Fernsehsender France 5, wo sie das Polit-Magazin C à vous moderierte. 2017 wurde sie die Nachfolgerin von David Pujadas in der Moderation von 20 heures, der Hauptnachrichtensendung des von der öffentlich-rechtlichen Fernsehanstalt France Télévisions produzierten Fernsehprogramms France 2.
Bei den Präsidentschaftswahlen im April 2022 wurde Lapix, die als Moderatorin für das Rededuell der beiden Kandidaten der Stichwahl, Emmanuel Macron und Marine Le Pen, vorgesehen war, vom Lager Le Pens abgelehnt, weil es Lapix laut Jordan Bardella, dem geschäftsführenden Vorsitzenden des Rassemblement National, nicht gelinge, ihre Feindseligkeit gegenüber Le Pen zu verbergen. Als Moderatoren wurden daraufhin Gilles Bouleau und Léa Salamé eingesetzt.
Im Mai 2025 wurde bekannt, dass sie die Moderation von 20 heures offenbar auf politische Einflussnahme hin Mitte Juli 2025 verlassen werde. Am 26. Juni 2025 präsentierte sie die 20-Uhr-Nachrichten zum letzten Mal. Ihre designierte Nachfolgerin ab September 2025 ist Léa Salamé.

### Privatleben
Am 26. Juni 2010 heiratete Lapix Arthur Sadoun, CEO der Werbeagentur Publicis. Aus einer früheren Beziehung hat sie zwei Söhne.